# Star Trek: Discovery
Star Trek: Discovery is een Amerikaanse televisieserie in de reeks van Star Trek, geschreven en geproduceerd door Bryan Fuller en Alex Kurtzman voor CBS. 
De eerste twee seizoenen van de reeks spelen zich af in 2256, tien jaar voor Star Trek: The Original Series en volgt de USS Discovery en haar bemanning op haar avonturen. Het derde seizoen speelt in 3188 en later.
In tegenstelling tot de vorige series in de reeks, is de hoofdrolspeler niet de kapitein maar een vrouwelijke luitenant-commandant. Daarnaast is het uiterlijk van de Klingon aangepast.
De opnamen voor het eerste seizoen vonden plaats in 2016, de uitzending van de eerste aflevering was aanvankelijk gepland voor januari 2017 maar werd uitgesteld tot 24 september van dat jaar.

## Productie
Voor het eerste seizoen werden er vijftien afleveringen opgenomen in de Pinewood Toronto Studios van september 2016 tot maart 2017.

## Rolverdeling
| Personage         | Acteur               | Functie                                              | Rang                 | Soort/volk | Bijzonderheden                                              |
| ----------------- | -------------------- | ---------------------------------------------------- | -------------------- | ---------- | ----------------------------------------------------------- |
| Michael Burnham   | Sonequa Martin-Green | First Officer Science officer                        | Commander            | Mens       | Opgevoed als Vulcan.                                        |
| Philippa Georgiou | Michelle Yeoh        | Kapitein USS Shenzhou                                | Captain              | Mens       |                                                             |
| Saru              | Doug Jones           | Science officer First Officer                        | Commander            | Kelpien    | Eerste Kelpien in Starfleet.                                |
| Ash Tyler         | Shazad Latif         | Chief of Security Fakkeldrager (onder L'Rell)        | Lieutenant           | Mens       |                                                             |
| Paul Stamets      | Anthony Rapp         | Science officer                                      | Commander            | Mens       |                                                             |
| Sylvia Tilly      | Mary Wiseman         |                                                      | Ensign               | Mens       |                                                             |
| Gabriel Lorca     | Jason Isaacs         | Kapitein USS Discovery                               | Captain              | Mens       | Komt uit het spiegeluniversum.                              |
| Sarek             | James Frain          | Ambassadeur                                          |                      | Vulcan     | Vader van Spock en opvoeder/pleegvader van Michael Burnham. |
| L'Rell            | Mary Chieffo         | Klingon leider                                       |                      | Klingon    | Is lid van zowel het huis van T'Kuvma als dat van Mo'Kai.   |
| Brett Anderson    | Terry Serpico        | Bevelhebbend officier USS Europa                     | Admiral              | Mens       |                                                             |
| Kol               | Kenneth Mitchell     | Commanding officer                                   |                      | Klingon    |                                                             |
| Ellen Landry      | Rekha Sharma         | Chief of security                                    | Commander            | Mens       |                                                             |
| Katrina Cornwell  | Jayne Brook          |                                                      | Vice admiral         | Mens       | Lorca's directe leidinggevende.                             |
| Hugh Culber       | Wilson Cruz          | Medical Officer                                      | Lieutenant commander | Mens       | Partner van science officer Paul Stamets.                   |
| Nhan              | Rachael Ancheril     | Chief of security                                    | Commander            | Barzan     |                                                             |
| Christopher Pike  | Anson Mount          | Kapitein USS Enterprise en USS Discovery (tijdelijk) | Captain              | Mens       |                                                             |
| Spock             | Ethan Peck           |                                                      | Lieutenant           | Vulcan     |                                                             |
| Keyla Detmer      | Emily Coutts         | Helmsman                                             | Lieutenant           | Mens       |                                                             |